# Begonia sizemoreae
Begonia sizemoreae là một loài thực vật có hoa trong họ Thu hải đường. Loài này được Kiew mô tả khoa học đầu tiên năm 2004.

## Hình ảnh

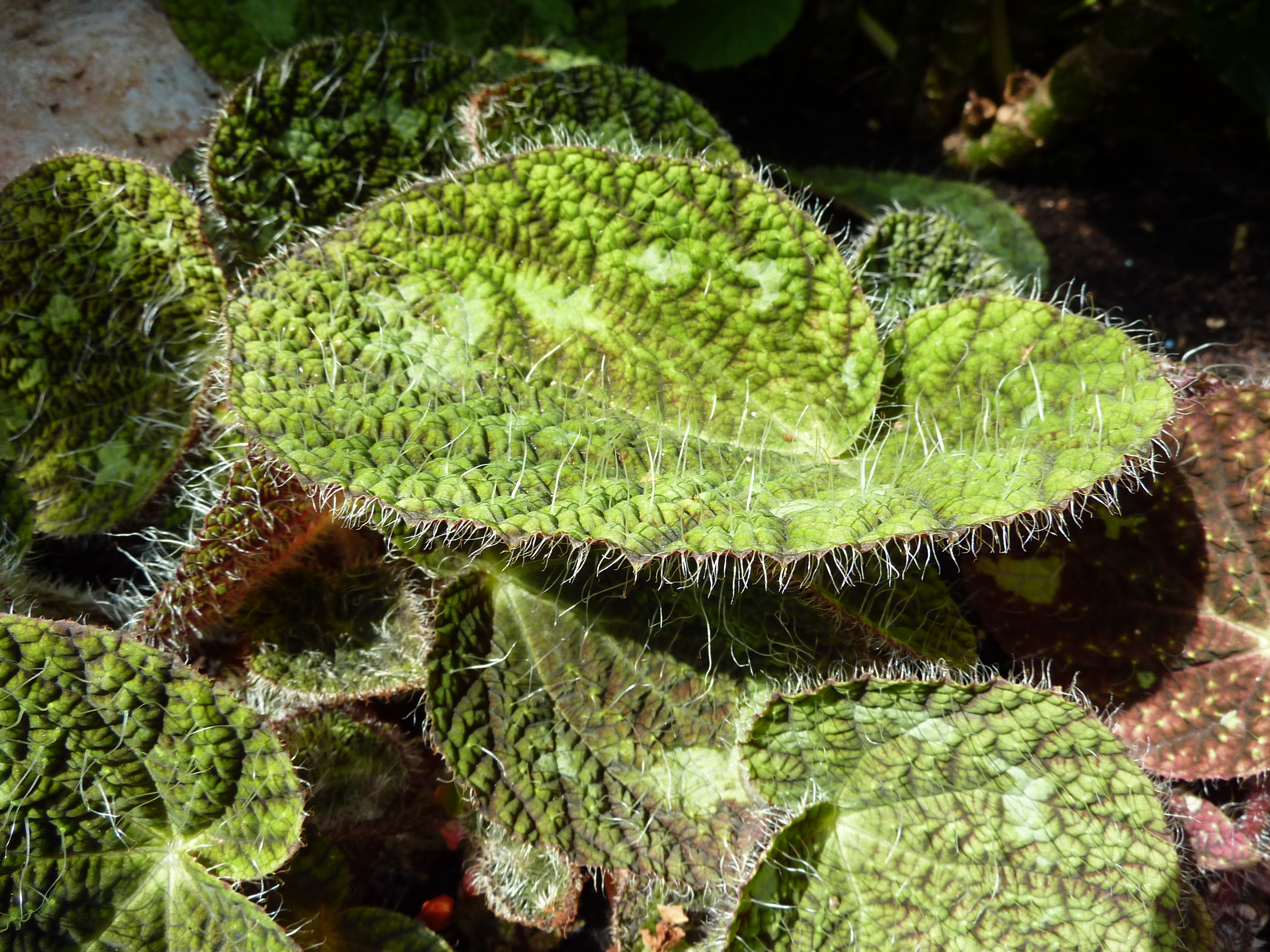
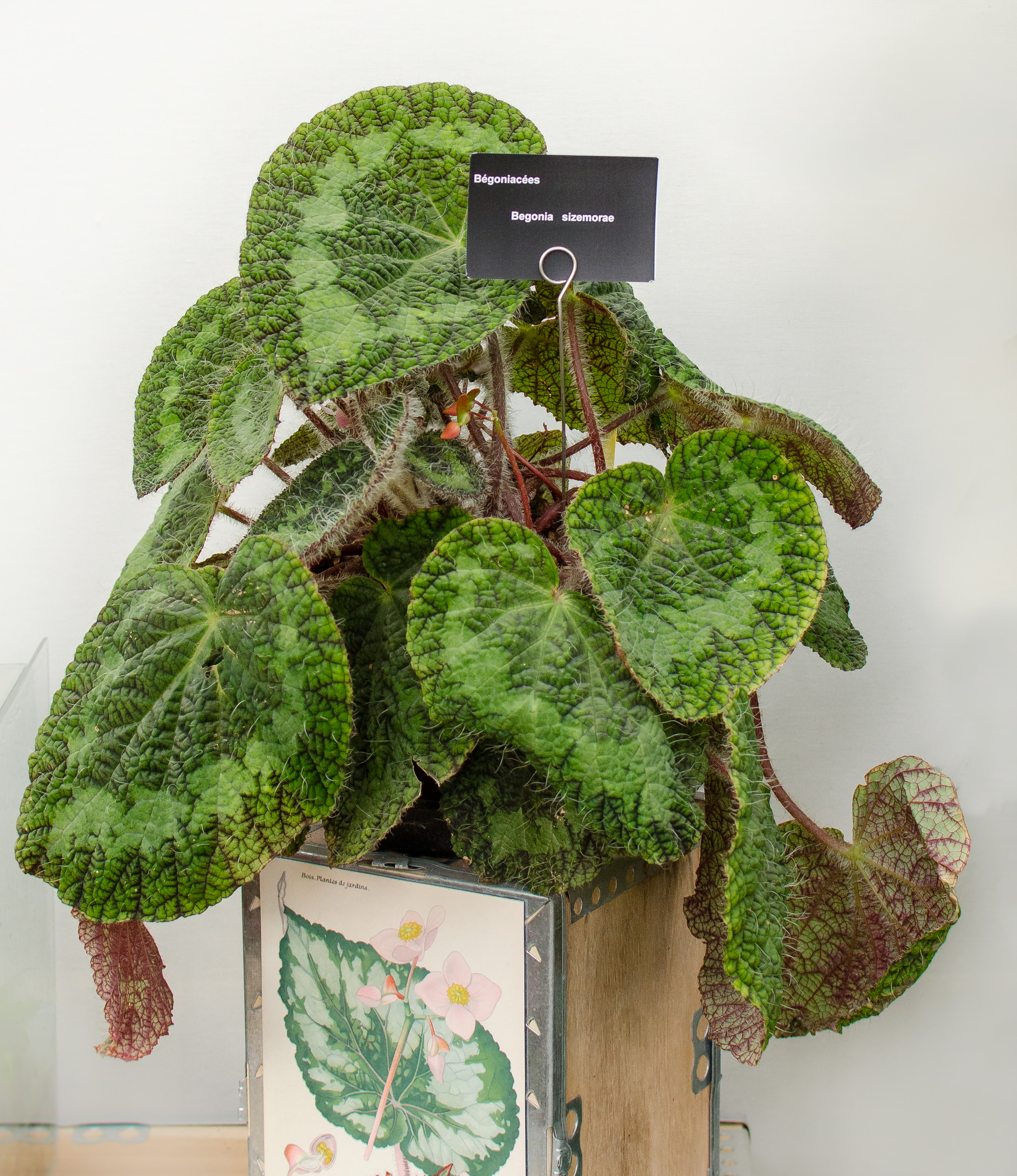
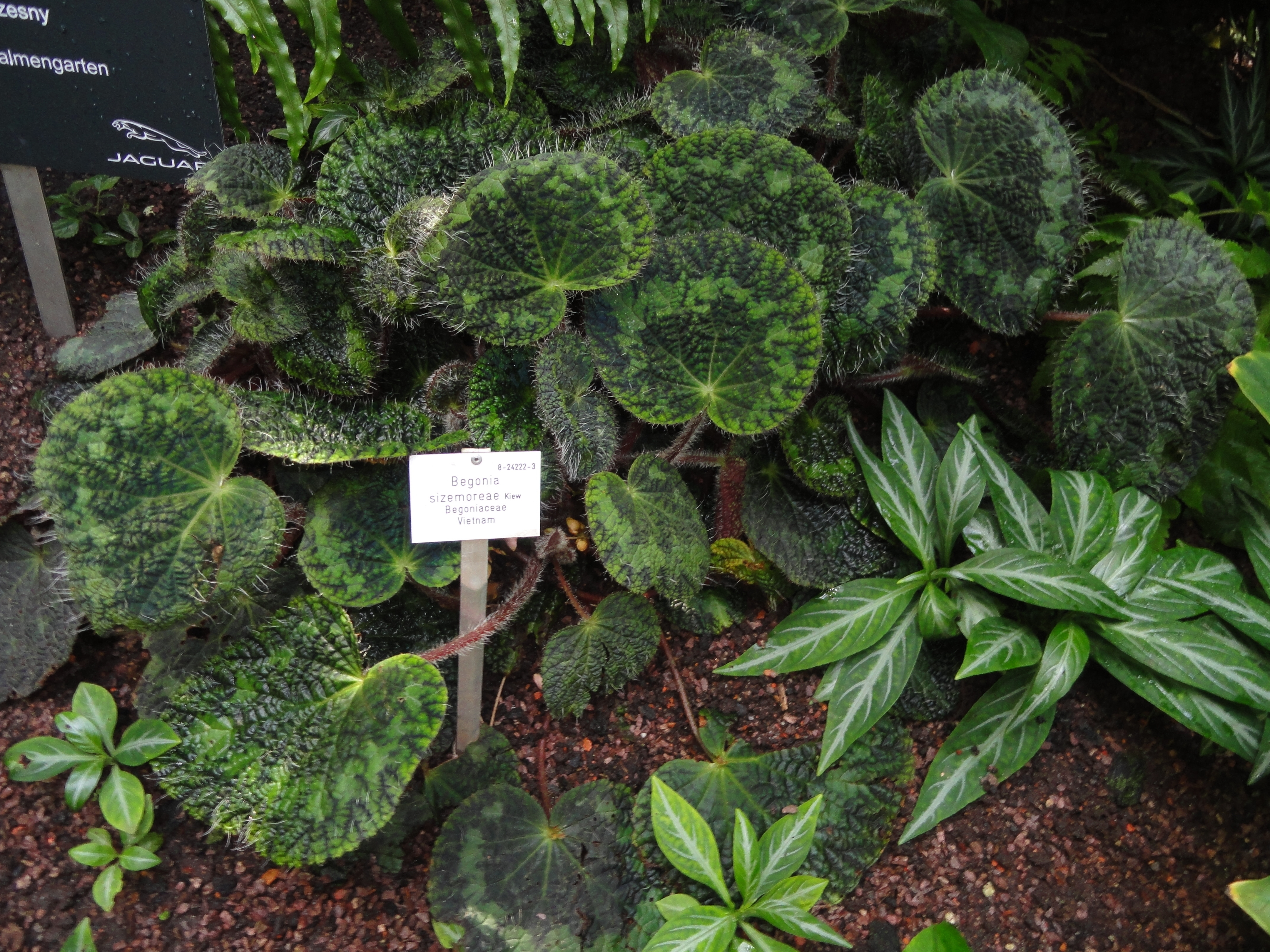
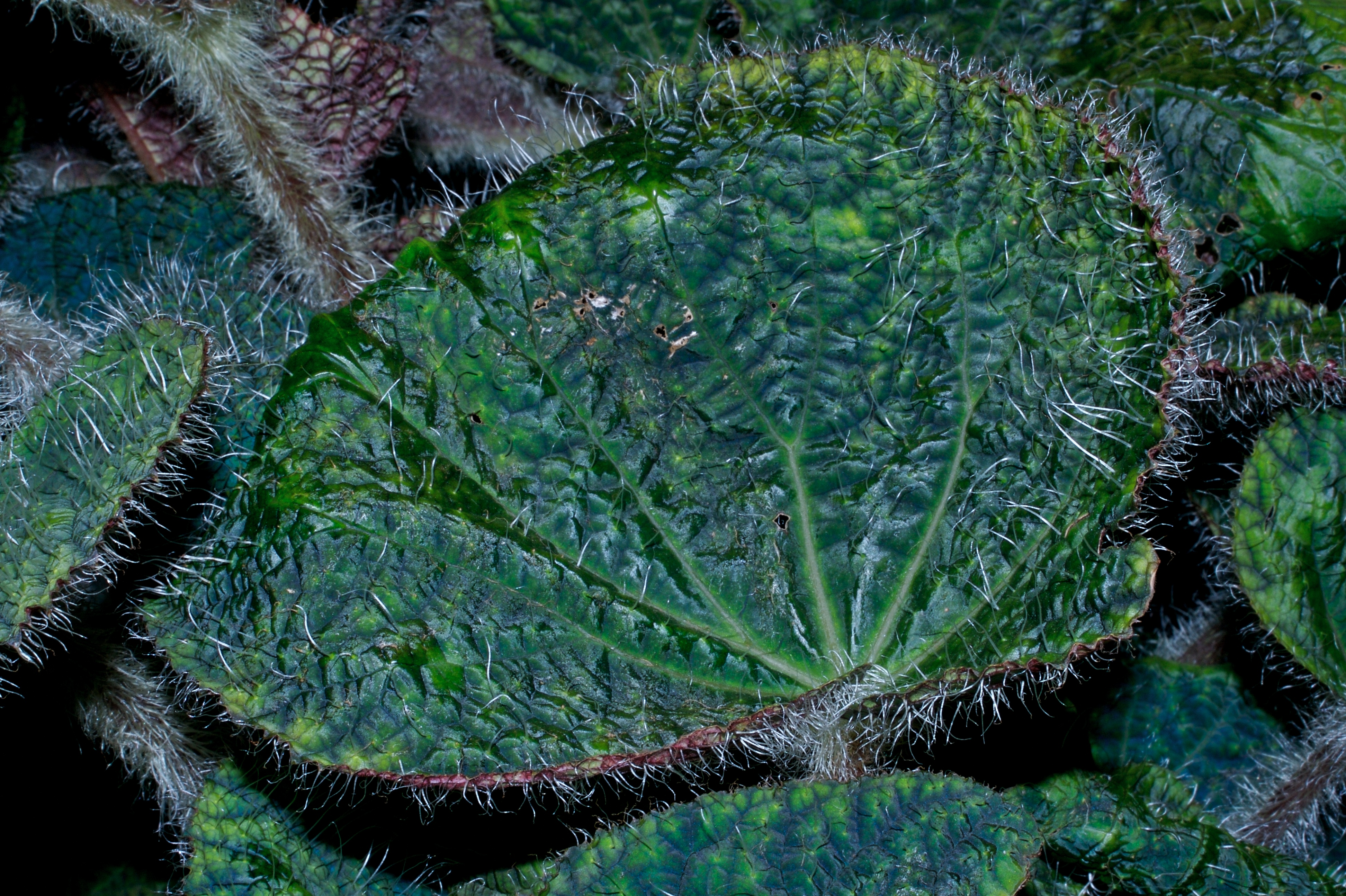